# Apomecyna trifasciata
Apomecyna trifasciata är en skalbaggsart som beskrevs av Max Quedenfeldt 1883. Apomecyna trifasciata ingår i släktet Apomecyna och familjen långhorningar.
Artens utbredningsområde är:
- Angola.
- Benin.

Inga underarter finns listade i Catalogue of Life.